# Abraham Carel Wertheim

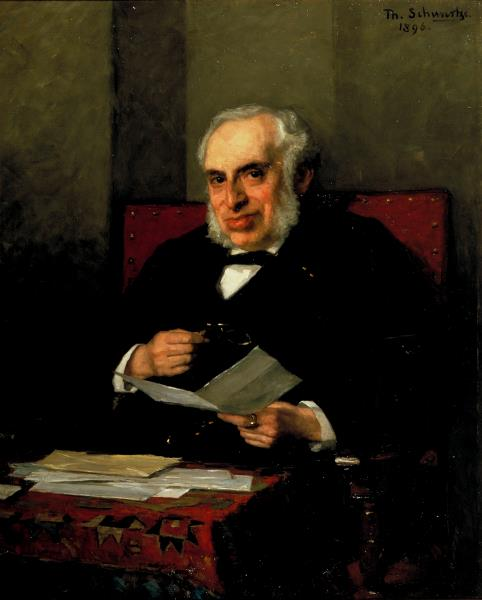
Abraham Carel Wertheim door Thérèse Schwartze (in het Joods Museum)

Abraham Carel Wertheim, beter bekend als A.C. Wertheim, of kortweg A.C. (Amsterdam, 12 december 1832 – Amsterdam, 30 november 1897) was bankier te Amsterdam, politicus, filantroop en bestuurslid van een groot aantal culturele organisaties.
Een monument te zijner ere staat in het naar hem genoemde Amsterdamse Wertheimpark.
A.C. Wertheim was de oom van de natuurkundige en pedagoog Philip Kohnstamm, de grootvader van de componiste Rosy Wertheim en de beeldhouwer Jobs Wertheim en de betovergrootvader van cabaretier Micha Wertheim.

## Portret
Een door Thérèse Schwartze geschilderd portret van Wertheim is, evenals zijn bureau, opgenomen in de vaste collectie van het Joods Museum.

## Biografie in jaartallen
- 1852: Lid van de Rederijkerskamer Vondel 1852
- 1854-1897: Vrijmetselaar
- 1855-1897: Lid van de Maatschappij tot Nut van 't Algemeen
- 1862: Consul van Saksen-Coburg
- 1863-1890: Commissaris van de Maatschappij tot Exploitatie van Staatsspoorwegen
- 1864-1866: Consul van het Hertogdom Nassau
- 1865-1872: Commissaris van de Nederlandsche Crediet- en Depositobank
- 1865-1878: Lid van de Kerkeraad van de Nederlandsch-Israëlitische Hoofdsynagoge te Amsterdam
- 1866-1886: Lid van Provinciale Staten van Noord-Holland
- 1866-1895: Voorzitter van de Liberale Kiesvereniging Burgerplicht
- 1869-1897: Curator en president-curator van het Joods Seminarium
- 1869-1897: Commissaris van de Nederlandsch-Indische Spoorwegmaatschappij
- 1870-1893: Bestuurslid van de Stoomvaart-Maatschappij 'Nederland'
- 1871-1881: Lid van de Raad van Toezicht van de Amsterdamsche Bank
- 1871-1897: Oprichter-bestuurder van het Dina en Carelfonds
- 1872-1873: Lid van de Raad van Bestuur van de Banque Franco-Hollandaise
- 1874: Voorzitter van de Commissie van Toezicht van de Toneelschool
- 1875-1897: Lid van de Raad van Beheer van de Vereeniging het Nederlandsch Tooneel
- 1876-1897: Lid van het bestuur van de Vereeniging voor den Effectenhandel
- 1878-1886: Vicevoorzitter van de Kerkeraad van de Nederlandsch-Israëlitische Hoofdsynagoge te Amsterdam
- 1878-1897: Voorzitter van de Raad van Beheer van het Burgerziekenhuis
- 1883: Organisator van de Internationale Koloniale Tentoonstelling
- 1885: Oprichter Vereeniging Kindervoeding
- 1886-1894: Penningmeester van de Zuiderzeevereeniging
- 1886-1897: Lid van de Eerste Kamer der Staten-Generaal
- 1886-1897: Voorzitter van de Kerkeraad van de Nederlandsch-Israëlitische Hoofdsynagoge te Amsterdam
- 1887: Penningmeester van de Commissie van Bijstand voor het Woordenboek der Nederlandsche Taal
- 1888-1897: Voorzitter van de Maatschappij tot Nut van 't Algemeen
- 1890-1897: Vicevoorzitter van de Raad van Commissarissen van de Staatsspoorwegen
- 1892-1894: Lid van de Staatscommissie tot beoordeling van de Zuiderzeeplannen
- 1892-1897: Commissaris van De Nederlandsche Bank
- 1893-1897: Vicevoorzitter van de Raad van Commissarissen van de Stoomvaart-Maatschappij 'Nederland'
- 1894-1897: Voorzitter van de Zuiderzeevereeniging
- 1896-1897: Voorzitter-commissaris van de Maatschappij tot Exploitatie van Bad- en Overdekte Zweminrichtingen

- Biografisch Portaal: 57739166
- Digitale Bibliotheek voor de Nederlandse Letteren: wert001
- Gemeinsame Normdatei: 1057921483
- International Standard Name Identifier: 0000 0003 9338 3532
- Nationale Bibliotheek van Israël: 987007520774905171
- Nederlandse Thesaurus van Auteursnamen: 070030340
- Parlement.com: vg09llcvu6y8
- Virtual International Authority File: 287650242